# The Mamas
The Mamas is een Zweedse muziekgroep.

## Biografie
De groep werd in 2019 opgericht als achtergrondensemble voor John Lundvik tijdens Melodifestivalen 2019, de Zweedse voorronde voor het Eurovisiesongfestival. Lundvik won en The Mamas stonden met hem mee op het podium van het Eurovisiesongfestival 2019. Destijds bestond de groep uit Ashley Haynes, Loulou Lamotte, Dinah Yonah Manna en Paris Renita. Renita verliet de groep evenwel na afloop van het Eurovisiesongfestival.
Eind 2019 werd duidelijk dat The Mamas zouden deelnemen aan Melodifestivalen 2020, ditmaal onder hun eigen naam. Het drietal won de finale met Move, en mocht aldus Zweden vertegenwoordigen op het Eurovisiesongfestival 2020. Het festival werd evenwel geannuleerd vanwege de COVID-19-pandemie.